# Asterina corallopoda
Asterina corallopoda är en svampart som beskrevs av Syd. 1939. Asterina corallopoda ingår i släktet Asterina och familjen Asterinaceae.   Inga underarter finns listade i Catalogue of Life.